# Науменко Павло Олегович
Павло Олегович Науменко (9 вересня 1965, Київ — 10 січня 2023) ― український авіаційний інженер, кандидат технічних наук, дійсний член (академік) Інженерної академії України, доцент Національного аерокосмічного університету (раніше ― Харківський авіаційний інститут).
Павло Науменко був нагороджений почесним званням «Кращий роботодавець 2003 року», перебуваючи на посаді генерального директора Харківського державного авіаційного виробничого підприємства (ХДАВП). Лауреат нагороди «Aviation Week and Space Technology» (США) за успіхи в просуванні на міжнародному ринку Ан-140 ― першого пасажирського літака, який було розроблено та вироблено в незалежній Україні.
Автор численних наукових праць і винаходів в галузі розробки та виробництва пілотованих і безпілотних літальних апаратів, які отримали українські, російські та іранські патенти. Автор книги «Дневник авиатора. Начало».

## Молоді роки
Народився в місті Київ. Батько — політичний діяч Олег Науменко (1934—2004), мати — Ніна Іванівна.
Закінчив Кловський ліцей м. Києва у 1982 і вступив до Харківського авіаційного інституту, який закінчив з відзнакою у 1988 р., отримавши спеціальність інженер-механік.
Розпочав працювати майстром виробничої дільниці в агрегатно-складальному цеху Харківського авіаційного заводу. В цей час ХДАВП запустило в серійне виробництво Ан-72. Даний аероплан став основою для цілого сімейства багатоцільових літаків Ан-72/74 з псевдонімом «Літак-позашляховик» завдяки їхнім унікальним літним якостям, простотою експлуатації та можливістю коротких злетів та посадок з непідготованих ЗПС.

## ІнтерАМІ

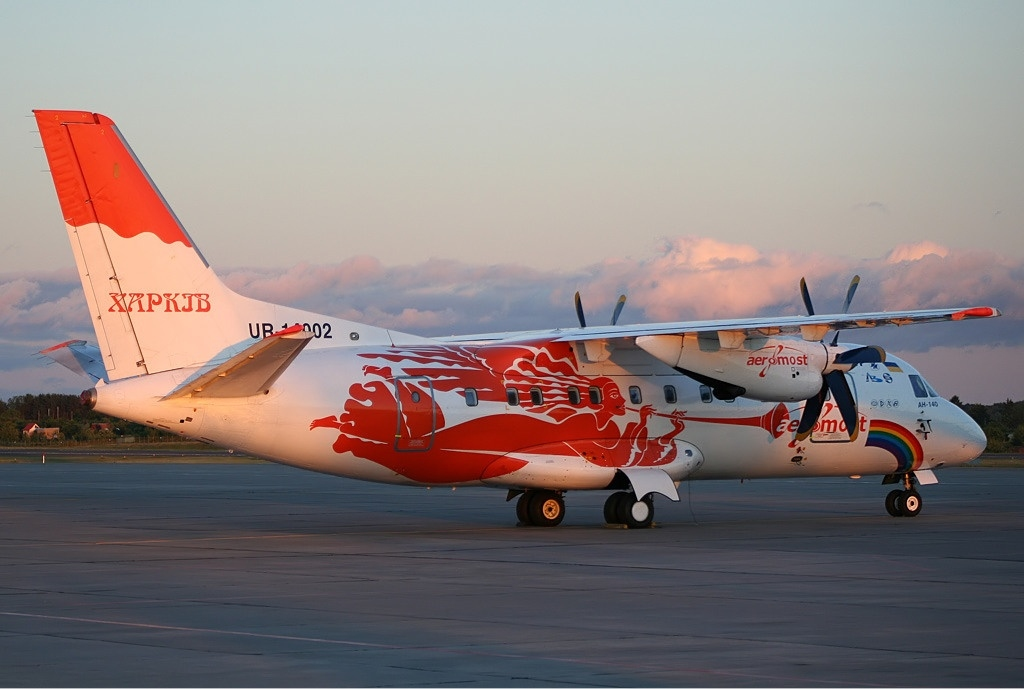
Aн-140 а/к «Аероміст Харків»

Напередодні розпаду СРСР, у серпні 1990 р, Павло Науменко залишає ХДАВП, щоб створити приватну інжинірингову компанію «ІнтерАМІ». Найбільш вагомими проектами останньої стали спільне з Samsung виробництво телевізорів Amitron (1992—1995) та серійне виготовлення полімерів за технологією німецької компанії ADM Isobloc (1994—2004).
«ІнтерАМІ» відновлює співпрацю з ХДАВП у 1996 р., в результаті чого було створено "Торговий Дім ХДАВП для професійної промоції різних модифікацій Ан-74 на міжнародному ринку. Це дозволило реалізувати в середині 90-х років контракт з урядом Ірану щодо постачання 12-ти літаків Ан-74 під час глибокої економічної кризи в Україні.
Згодом «ІнтерАМІ» створює власний інженерний комплекс «ІнтерАМІ-Інтер'єр», який проектує і розробляє інтер'єри літаків та гелікоптерів. Починаючи з 1999 року, «ІнтерАМІ-Інтер'єр» вдалося радикально змінити старомодні пострадянські інтер'єри повітряних суден за новими західними технологіями, які були найбільш конкурентоспроможними на світовому ринку.
Павло Науменко був керівником компанії «ІнтерАМІ»  під час створення нової авіакомпанії «Аероміст-Харків» у 2002 році. Ця авіакомпанія стала однією з перших компаній України, яка використовувала літаки Ан-140 на внутрішніх і міжнародних повітряних лініях. Аероміст-Харків була уповноваженим представником Ан-140 від ХДАВП на міжнародних авіасалонах Ле Бурже, Фарнборо, Dubai Air Show та інших.

## Авіаційна промисловість

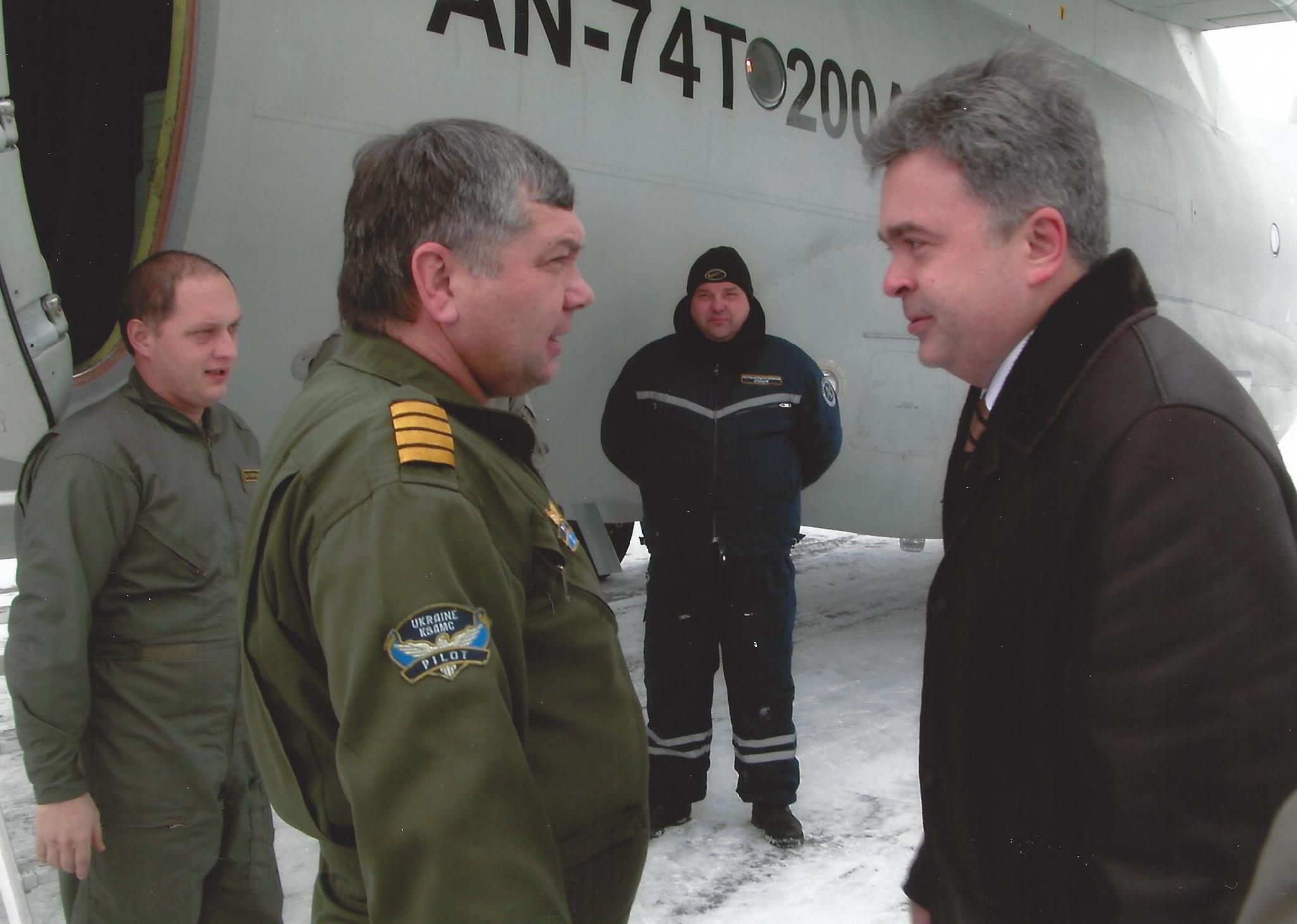
Перший випробувальний політ Aн-74T-200A (Харків, грудень 2004)

З кінця 90-х років Павло Науменко бере безпосередню участь в організації серійного виробництва нових літаків Ан-140 та Ан-74, які були розроблені в АНТК «Антонов». Протягом 2002-07 рр. Науменко, як генеральний директор, очолює створення та виробництво наступних модифікацій повітряних суден на Харківському державному авіаційному виробничому підприємстві (ХДАВП):
- регіональний Ан-140-100 (2004 рік),
- Ан-74ТК-300Д (2004),
- багатоцільовий Ан-74Т-200А (2004-05 рр.),
- бізнес версія Ан-140 VIP (2004).

За ініціативою Міністерства транспорту України першому літаку Ан-74ТК-300Д було присвоєно спеціальний «іменний» реєстраційний номер, який зазначав, що президенти України особисто будуть використовують літаки, що вироблені в Україні.
Після передачі літака у 2004 році у власність Державного підприємства «Україна», останній отримав реєстраційний номер UR-LDK (Л. Д. Кучма), а в 2005 році був перейменований в UR-YVA (Ющенко В. А.). Номер було змінено на нейтральний UR-AWB тільки у 2012 році. Літак Ан-74Т-200А отримав індекс «А», що означає «арабський». Це було пов'язано з перемогою ХДАВП у 2003 році у тендері, оголошеному урядом Єгипту, щодо постачання трьох, а в кінцевому рахунку, шести, літаків для ВПС Єгипту. Літак Ан-74Т-200А конкурує на світовому ринку з C-27J Spartan (Lockheed Martin (США), Alenia Aeronautica (Італія)), CASA C-295 (CASA (Іспанія) і Airbus Military (ЄС)).
13 грудня 2010 року вироком Київського районного суду м. Харків визнаний винним  і засуджений за 10 років з конфіскацією майна за привласнення, розтрату шляхом зловживання службовим становищем та службовим підробленням, що спричинило тяжкі наслідки (ч.5 ст.191, ч.2 ст.366 КК України). Вже після ухвалення рішення суду повідомлялося, що екс-директора держпідприємства звинуватили в тому, що він укладав фіктивні договори на послуги, які фактично виконували на заводі. 12.02.2012 був звільнений з Полтавської виправної колонії №64 де відбував покарання відповідно до ухвали колегії суддів Судової палати у кримінальних справах Вищого спеціалізованого суду України з розгляду цивільних і кримінальних справ.
З 2012 року Павло Науменко був консультантом низки компаній ЄС з питань конверсії пілотованих літаків до безпілотних літальних апаратів.

Могила Павла Науменка та його родини, Байкове кладовище

## Участь в ІТ-проектах
З 2014 року підтримував та просував на ринку низку ІТ-проектів. Одним з них є DROTR — DROID TRANSLATOR, представлений як найбільш перспективний комунікатор з можливістю онлайн-перекладу на іноземні мови. З середини 2021 року був незалежним консультантом швейцарських стартапів YouGiver та vidby.
Раптово помер на 58-му році життя 10 січня 2023 року. Похований разом з родиною на Байковому кладовищі (ділянка № 49а).

## Нагороди та визнання
Українські нагороди:
- Орден «За заслуги» II ступеня (2004 рік) і III ступеня (1999);
- «За ефективне управління» Міжнародної Кадрової Академії (2001);
- «Харків'янин року» (2001-03);
- Почесне звання «Соціальне визнання» ІІІ ступеня (2002);
- «Кращий роботодавець України 2003 року» (2004);
- Почесний знак Міністерства внутрішніх справ України (2004);
- медаль «За сприяння в охороні державного кордону України» (2003);
- почесний знак голови Харківської обласної адміністрації «Слобожанська слава» (2003);
- знак мера Харкова «За старанність» (2003);
- медаль Національного олімпійського комітету України (2004);
- "Людина року в номінації «Промисловець року» (2004)

Міжнародні нагороди:
- Лауреат нагороди «Aviation Week and Space Technology» (США) за успіхи в просуванні на міжнародному ринку літака Ан-140 ― 2004;
- Золота медаль Societe d'Encouragement pour L'industrie Nationale ― 2003.

Нагороди Української Православної Церкви:
- Орден «Преподобного Нестора Літописця» I, II, III ступенів (2003-04);
- Орден «Преподобного Агапіта Печерського» II та III ступенів (2004-05);
- Орден «Преподобного Іллі Муромця» III ступеня (2005)